# Lista członków spisku 20 lipca 1944 roku
20 lipca 1944 r. Adolf Hitler i jego czołowi wojskowi wkroczyli do baraku odpraw Wilczego Szańca, szeregu betonowych bunkrów i schronów położonych głęboko w lesie w Prusach Wschodnich, niedaleko miejsca gdzie w czasie I wojny światowej odbyła się bitwa pod Tannenbergiem. Niedługo potem eksplozja zabiła trzech oficerów i stenografa, raniąc wszystkich pozostałych w pokoju. Ta próba zamachu była dziełem pułkownika Clausa von Stauffenberga, arystokraty, który został ciężko ranny podczas służby na północnoafrykańskim teatrze wojennym, tracąc prawą rękę, lewe oko i dwa palce lewej ręki.
Spisek bombowy był starannie zaplanowaną próbą zamachu stanu przeciwko reżimowi nazistowskiemu, zaaranżowanym przez grupę oficerów armii. Ich planem było zamordowanie Hitlera, przejęcie władzy w Berlinie, ustanowienie nowego prozachodniego rządu i uratowanie Niemiec przed całkowitą klęską.
Natychmiast po aresztowaniu i egzekucji przywódców spisku w Berlinie przez Friedricha Fromma, Gestapo (tajna policja nazistowskich Niemiec) zaczęło aresztować osoby zaangażowane lub podejrzane o udział. Ta okazja została również wykorzystana do wyeliminowania innych, niezwiązanych ze sobą krytyków reżimu nazistowskiego. W sumie aresztowano około 7000 osób, z czego około 4980 stracono, niektórzy zatrzymani umierali powoli duszeni drutem fortepianowym, co zostało wykonane po naleganiach Hitlera. Miesiąc po nieudanym zamachu na życie Hitlera gestapo zainicjowało Akcję Gitter.

## Spis Alfabetyczny

### A
- Pułkownik Otto Armster; przeżył; zmarł w 1957

### B
- Ludwig Beck; Generał i Szef Sztabu Generalnego Naczelnego Dowództwa Armii Niemieckiej; Rozstrzelany 1944
- Robert Bernardis; podpułkownik; stracony (powieszenie) 1944
- Albrecht Graf von Bernstorff; Dyplomata; stracony (pluton egzekucyjny) 1945
- Gottfried Graf von Bismarck-Schönhausen; Poseł do Reichstagu; przeżył; zmarł w 1949
- Hans-Jürgen von Blumenthal; Major; stracony (powieszenie) 1944
- Hasso von Boehmer; podpułkownik; stracony (powieszenie) 1945
- Georg von Boeselager; Pułkownik; zabity w akcji 1944
- Philipp von Boeselager; Podpułkownik; przeżył; zmarł w 2008
- Eugen Bolz; Poseł do Reichstagu; stracony (gilotyna) 1945
- Dietrich Bonhoeffer; Teolog; stracony (powieszenie) 1945
- Klaus Bonhoeffer; Prawnik; stracony (zastrzelony) 1945
- Eduard Brücklmeier; Dyplomata; stracony (powieszenie) 1944
- Axel von dem Bussche; Major; przeżył; zmarł w 1993

### C
- Admirał Wilhelm Canaris; Admirał i szef Abwehry stracony (powieszenie) 1944
- Walter Cramer; Biznesmen; stracony (powieszenie) 1944

### D
- Gustav Dahrendorf; Poseł do Reichstagu; przeżył; zmarł w 1954
- Alfred Delp; Kapłan; stracony (powieszenie) 1945
- Heinrich zu Dohna-Schlobitten; generał; stracony (powieszenie) 1944
- Hans von Dohnanyi; Prawnik; stracony (powieszenie) 1945

### E
- Fritz Elsas; Zastępca burmistrza Berlina; stracony (powieszenie) 1945
- Joseph Ersing; Poseł do Reichstagu; przeżył; zmarł w 1956

### F
- Alexander von Falkenhausen; Generał; przeżył; zmarł w 1966
- Erich Fellgiebel; generał; stracony (powieszenie) 1944
- Eberhard Finckh; pułkownik; stracony (powieszenie) 1944
- Reinhold Frank; Prawnik; stracony (powieszenie) 1945
- Wessel Freytag von Loringhoven; Pułkownik; stracony (powieszenie) 1944
- Friedrich Fromm; Generał i dowódca Armii Zapasowej; rozstrzelany (pluton egzekucyjny) 1945
- Joseph-Ernst Graf Fugger von Glött; Poseł do Reichstagu; przeżył; zmarł w 1981

### G
- Joseph-Ernst Graf Fugger von Glött; Poseł do Reichstagu; przeżył; zmarł w 1981
- Reinhard Gehlen; generał; przeżył; zmarł 1979
- Kapitan Ludwig Gehre; stracony (powieszenie) 1945
- Otto Gerig;  Poseł do Reichstagu; stracony (obóz koncentracyjny) 1944
- Rudolf-Christoph von Gersdorff; Generał; przeżył; zmarł w 1980r.
- Eugen Gerstenmaier; Teolog; przeżył; zmarł w 1986
- Otto Gessler; Minister Obrony; Przeżył; zmarł w  1955
- Hans Bernd Gisevius; Dyplomata; przeżył; zmarł w  1974
- Eric Gloeden; Architekt; stracony (gilotyna) 1944
- Elizabeth Gloeden; nauczycielka; stracona (gilotyna) 1944
- Carl Friedrich Goerdeler; Burmistrz Lipska; stracony (powieszenie) 1945
- Fritz Goerdeler; Burmistrz Kwidzyna; stracony (powieszenie) 1945
- Gereon Goldmann; Ksiądz; przeżył; zmarł w 2003
- Nikolaus Gross; Dziennikarz; stracony (powieszenie) 1945
- Karl Ludwig Freiherr von und zu Guttenberg; Pułkownik i dziennikarz; stracony (powieszenie) 1945

### H
- Hans Bernd von Haeften; Prawnik; stracony (powieszenie) 1945
- Werner von Haeften; porucznik; stracony (pluton egzekucyjny) 1945
- Albrecht von Hagen; Prawnik; stracony (powieszenie) 1944
- Nikolaus von Halem; Prawnik; stracony (powieszenie) 1944
- Edward Hamm; Minister Gospodarki; Samobójstwo 1944
- Georg Hansen; pułkownik; stracony (powieszenie) 1944
- Carl-Hans von Hardenberg; Major; przeżył; zmarł w 1958
- Ernst von Harnack; Poseł do Reichstagu; stracony (powieszenie) 1945
- Paul von Hase; General; Executed (powieszony) 1944
- Ulrich von Hassell; Ambasador Niemiec we Włoszech; Egzekucja (powieszenie) 1945
- Theodor Haubach; Poseł do Reichstagu; stracony (powieszenie) 1945
- Albrecht Haushofer; Dyplomata; stracony (powieszenie) 1945
- Egbert Hayessen; Major; stracony (powieszenie) 1944
- Gustav Heistermann von Ziehlberg; Generał; stracony (pluton egzekucyjny) 1944
- Wolf-Heinrich Graf von Helldorff; Poseł do Reichstagu i szef berlińskiej policji; stracony (powieszenie) 1944
- Generał Otto Herfurth; stracony (powieszenie) 1944
- Andreas Hermes; Minister Finansów; Przeżył; zmarł w 1964
- Erich Hoepner; Generał; stracony (powieszenie) 1944
- Caesar von Hofacker; podpułkownik; stracony (powieszenie) 1944
- Roland von Hößlin; Major; stracony (powieszenie) 1944

### J
- Friedrich Gustav Jaeger; pułkownik; stracony (powieszenie) 1944
- Hans John; prawnik; stracony (pluton egzekucyjny) 1944
- Otto John; Prawnik; przeżył; zmarł w 1997

### K
- Jakob Kaiser; Prawnik; przeżył; zmarł w 1961
- Otto Kiep; Diplomata; stracony (powieszenie) 1944
- Hans Georg Klamroth; Major; stracony (powieszenie) 1944
- Kapitan Friedrich Klausing; stracony (powieszenie) 1944
- Ewald von Kleist-Schmenzin; Dyplomata; stracony (powieszony) 1945
- Ewald-Heinrich von Kleist-Schmenzin; Porucznik; przeżył 2013
- Günther von Kluge; Feldmarszałek; Samobójstwo 1944
- Hans Koch; Prawnik; stracony (powieszenie) 1945
- Alfred Kranzfelder; komandor podporucznik; stracony (powieszenie) 1944
- Carl Langbehn; Prawnik; stracony (powieszenie) 1944

### L
- Carl Langbehn; Prawnik; stracony (powieszenie) 1944
- Julius Leber; Poseł do Reichstagu; stracony (powieszony) 1945
- Heinrich Graf von Lehndorff-Steinort; Posiadacz ziemski; stracony (powieszony) 1944
- Paul Lejeune-Jung; Poseł do Reichstagu; stracony (powieszenie) 1945
- Ludwig Freiherr von Leonrod; Major; stracony (powieszenie) 1944
- Bernhard Letterhaus; Związkowiec; stracony (powieszenie) 1944
- Wilhelm Leuschner; Poseł do Reichstagu; stracony (powieszenie) 1945
- Fritz Lindemann; generał; stracony (zastrzelony) 1945
- Hans Otfried von Linstow; pułkownik; stracony (powieszenie) 1944
- Paul Löbe; Poseł do Reichstagu; Przeżył; zmarł w 1967
- Ewald Löser; Prawnik; przeżył; zmarł w 1970
- Ferdinand von Lüninck; Poseł do Reichstagu; stracony (powieszenie) 1944

### M
- Hermann Maaß; Prawnik; stracony (powieszenie) 1944
- Rudolf von Marogna-Redwitz; pułkownik; skazany na śmierć  1944
- Michael von Matuschka; Członek Landtagu Prus; stracony (powieszenie) 1944
- Joachim Meichßner; Pułkownik; stracony (powieszenie) 1944
- Albrecht Mertz von Quirnheim; Pułkownik; stracony (pluton egzekucyjny) 1945
- Joseph Müller; Ksiądz; stracony (gilotyna) 1944

### N
- Generał Arthur Nebe;Generał i szef Kriminalpolizei; stracony (powieszenie) 1945

### O
- Hans-Ulrich von Oertzen; Major; samobójstwo 1944
- Friedrich Olbricht; generał; stracony (pluton egzekucyjny) 1944
- Hans Oster; Generł, stracony (powieszenie) 1945
- Margarethe von Oven, sekretarka; przeżyła, zmarła w 1991

### P
- Rolf Friedemann Pauls, Major, przeżył, zmarł w 2002
- Erwin Planck, dyplomata, stracony (powieszenie) 1945
- Kurt von Plettenberg, posiadacz ziemski, samobójstwo 1945
- Johannes Popitz, Minister Finansów Prus, stracony (powieszony) 1945

### R
- Erwin Rommel, Feldmarszałek, Samobójstwo 1944
- Friedrich von Rabenau, generał, stracony (powieszenie) 1945
- Adolf Reichwein, Ekonomista, stracony (powieszenie) 1944
- Alexis von Roenne, pułkownik, stracony (powieszenie) 1944

### S
- Karl Sack; sędzia rzecznik generalny armii (1896–1945)[4]; stracony 9 kwietnia 1945 r., obóz koncentracyjny Flossenbürg
- Joachim Sadroziński (1907–1944); podpułkownik (sztab generalny) ; stracony przez powieszenie 29 września 1944
- Anton Saefkow (1903–1944); stracony 18 września 1944[5]
- Hans-Viktor Graf von Salviati (1897-1945); major SS-Schturmbannführer ; szef SS-Reiterstandarte 9; stracony przez pluton egzekucyjny
- porucznik Fabian von Schlabrendorff, po wojnie członek Federalnego Trybunału Konstytucyjnego (1907–1980); został postawiony przed sądem, ale proces został przerwany, gdy aliancka bomba zabiła przewodniczącego. Zesłany do obozów koncentracyjnych, ale przeżył.
- profesor Rüdiger Schleicher (1895–1945); rozstrzelany 23 kwietnia 1945 r., Berlin
- Ernst Wilhelm Schneppenhorst, były minister wojny (1881–1945); stracony 24 kwietnia 1945 r.
- Friedrich Scholz-Babisch, rolnik, stracony 13 października 1944 r., Więzienie Plötzensee
- Pułkownik Hermann Schöne
- podpułkownik Werner Schrader (1885–1944); popełnił samobójstwo 28 lipca 1944
- Friedrich Werner Graf von der Schulenburg, ambasador Niemiec w Związku Radzieckim (1875–1944). stracony 10 listopada 1944[6]
- Fritz-Dietlof Graf von der Schulenburg, przewodniczący okręgu (1902–1944). Powieszony 10 sierpnia 1944[7]
- Georg Schultze-Büttger; Pułkownik (Sztab Generalny)
- Ludwig Schwamb (1890-1945), wiodący socjaldemokrata, stracony 23 stycznia 1945, więzienie Plötzensee
- Ulrich Wilhelm Graf Schwerin von Schwanenfeld, właściciel ziemski (1902-1944), stracony przez powieszenie 8 września 1944
- Hans-Ludwig Sierks, urzędnik ds. budownictwa samorządowego
- podpułkownik (sztab generalny) Günther Smend (1912–1944); stracony 8 września 1944, więzienie Plötzensee
- generał Hans Speidel (1897-1984), szef sztabu Rommla, później dowódca sił lądowych NATO; uznany przez honorowy sąd wojskowy za niewinny, ale nie wolny od podejrzeń; aresztowany i uwięziony przez Gestapo, ale uniknął wykrycia jego bezpośredniego zaangażowania; przeżył.
- Franz Sperr, legat, stracony 23 stycznia 1945 r., Więzienie Plötzensee
- Pułkownik Wilhelm Staehle
- Berthold Schenk Graf von Stauffenberg (1905–1944), prawnik i brat pułkownika Clausa von Stauffenberga, stracony przez powieszenie 10 sierpnia 1944
- Claus Schenk Graf von Stauffenberg (1907–1944), dowódca spisku pułkownika (sztabu generalnego) i bombowiec; rozstrzelany w Bendlerblock 21 lipca 1944 na rozkaz generała Fromma.
- Pułkownik (Sztab Generalny) Hans-Joachim Freiherr von Steinaecker
- generał dywizji Helmuth Stieff (1901-1944); stracony 8 sierpnia 1944, więzienie Plötzensee
- Theodor Strünck, prawnik (1895–1945), stracony przez powieszenie 9 kwietnia 1945 r.
- Generał pułkownik Carl-Heinrich von Stülpnagel (1886-1944), stracony 30 sierpnia 1944, więzienie Plötzensee
- major Carl Szokoll (1915–2004), austriacki oficer (kapitan); 20 lipca 1944 zorganizował obławę na czołowych nazistów w Wiedniu, uniknął ścigania, domagając się wyższych rozkazów bez wiedzy o spisku; w 1945 sabotował niemiecki ruch oporu w Wiedniu, aby uniknąć zniszczenia miasta; ponownie uniknął aresztowania i przeżył.

### T
- Podpułkownik Gustav Tellgmann
- generał porucznik Fritz Thiele (1894–1944); stracony 4 września 1944, więzienie Plötzensee
- major Busso Thoma (1899–1945); stracony przez powieszenie 23 stycznia 1945 r., więzienie Plötzensee
- generał Georg Thomas (1890-1946); zaangażowany we wcześniejsze spiski (1938–1939), ale nie w 1944 r. Aresztowany, wysłany do obozów koncentracyjnych, ale przeżył. Zmarł w więzieniu aliantów w 1946 roku.
- generał Karl Freiherr von Thüngen (1893–1944); rozstrzelany 24 października 1944 r.
- Podpułkownik Gerd von Tresckow
- Generał dywizji Henning von Tresckow (1901–1944), popełnił samobójstwo 21 lipca 1944
- Adam von Trott zu Solz (1909–1944); Radny Poselstwa, stracony 26 sierpnia 1944, więzienie Plötzensee

### U
- pułkownik (w stanie spoczynku) Nikolaus Graf von Üxküll-Gyllenband (1877–1944), wujek Clausa von Stauffenberg; stracony przez powieszenie 14 września 1944, więzienie Plötzensee

### V
- Fritz Voigt, prezydent wrocławskiej policji, stracony 1 marca 1945 r., więzienie Plötzensee
- podpułkownik Hans-Alexander von Voss; popełnił samobójstwo 8 listopada 1944

### W
- Generalny kwatermistrz Armii Eduard Wagner dostarczył samolot von Stauffenbergowi; popełnił samobójstwo 23 lipca 1944[8]
- Pułkownik Siegfried Wagner (1894–1944), popełnił samobójstwo 26 sierpnia 1944[9]
- kapelan Hermann Josef Wehrle (1899–1944); stracony 14 września 1944, więzienie Plötzensee
- Carl Wentzel (1875-1944); stracony 20 grudnia 1944, więzienie Plötzensee
- Joachim von Willisen (1900–1983); Urzędnik publiczny, aresztowany, ale bez dowodu zaangażowania, zwolniony; przeżył
- Josef Wirmer (1899–1944); Prawnik, stracony 8 września 1944, więzienie Plötzensee
- Oswald Wiersich, przywódca związku zawodowego, stracony 1 marca 1945 r., więzienie Plötzensee
- Feldmarszałek Erwin von Witzleben (1881–1944); najwyższy rangą generał aktywnie zaangażowany w spisek; stracony 8 sierpnia 1944, więzienie Plötzensee

### Y
- Peter Yorck von Wartenburg (1904–1944); Urzędnik ministerstwa, stracony 8 sierpnia 1944, więzienie Plötzensee

### Z
- generał Gustav Heistermann von Ziehlberg (1899–1945) dowódca 28 Dywizji Piechoty; rozstrzelany 2 lutego 1945 r.

## Źródła

### Drukowane
- Shirer, William (1960) The Rise and Fall of the Third Reich. Nowy York: Simon & Schuster ISBN 978-0-671-62420-0
- Hoffman, Peter (1996) History of the German Resistance, 1933-1945. Kingston, Ontario: McGill-Queen's Press.  ISBN 978-0-7735-6640-8.

### Wideo, w sieci/ online
- How Hitler's Bodyguard Worked  World Media Rights.
- The Fatal Attraction of Adolf Hitler British Broadcasting Corporation.